# Olympische Sommerspiele 1900/Teilnehmer (Australien)
| Silbermedaillen | Bronzemedaillen | 3. |
| --------------- | --------------- | -- |
| 2               | —               | 3  |

Australien nahm an den Olympischen Sommerspielen 1900 in Paris, Frankreich, teil. Die meisten olympischen Historiker trennen die Rekorde Australiens von denen des Vereinigten Königreichs.
Australien wurde von zwei Athleten repräsentiert. Beide erreichten in jedem Event, an denen sie teilnahmen, eine Platzierung unter den besten drei. Frederick Lane gewann zwei Bewerbe im Schwimmen. Stan Rowley gewann im gemischten Team des Vereinigten Königreichs einen Bewerb, der nicht und kam außerdem auf drei dritte Ränge in der Leichtathletik.

## Medaillengewinner

### Olympiasieger
| Name           | Sportart  | Wettkampf                                  |
| -------------- | --------- | ------------------------------------------ |
| Frederick Lane | Schwimmen | 200 Meter Freistil und 200 Meter Hindernis |

### Dritte
| Name        | Sportart       | Wettkampf             |
| ----------- | -------------- | --------------------- |
| Stan Rowley | Leichtathletik | 60, 100 und 200 Meter |

## Teilnehmer nach Sportarten

### Leichtathletik
- Stan Rowley
60 Meter: 3. Platz
100 Meter: 3. Platz
200 Meter: 3. Platz

### Schwimmen
- Frederick Lane
200 Meter Freistil: Olympiasieger 
200 Meter Hindernis: Olympiasieger

## Nichtolympische Wettbewerbe
Donald Mackintosh war ein professioneller Schütze aus Melbourne. Er reiste durch Europa und nahm an einer Reihe traditioneller Wettbewerbe teil. Er gewann den ’’Prix Centenaire de Paris’’, einem Bewerb, bei dem auf echte Stadttauben geschossen wurde, mit 22 Tauben bei 22 Schüssen vor dem Spanier Marquis de Villancosa. Er erreichte den dritten Platz bei dem ’’Grand Prix de l’Exposition’’ mit 18 Abschüssen. Das Internationale Olympische Komitee erkennt diesen Wettbewerb nicht als olympisch an.